# 삼성 갤럭시 A41
삼성 갤럭시 A41(영어: Samsung Galaxy A41)은 삼성 갤럭시 A 시리즈의 2020년 모델이다. 2020년 3월 18일에 공개되었으며, 갤럭시 A40의 후속작으로서 삼성전자에서 2020년 5월 22일 출시했다. 안드로이드 10과 One UI 2.1이 기본적으로 탑재돼 있으며, 광학식 지문인식기, 삼성 페이 등이 탑재된 모델이다.

## 사양

### 하드웨어
갤럭시 A41은 미디어텍 Helio P65 칩셋, 64GB의 저장공간 스토리지와 4GB 램, VoLTE를 지원하는 마이크로 SIM과 듀얼 나노 SIM 슬롯이 탑재돼 있다. 저장공간은 마이크로SDXC 카드를 통해 최대 512GB까지 확장할 수 있다.
갤럭시 A41의 디스플레이는 6.1인치 FHD+ 슈퍼 아몰레드 디스플레이로, 화면 대 기기의 비율이 85.9%이고 디스플레이의 가로 세로 비율은 20:9로, 2020년에 판매된 다른 갤럭시 스마트폰에 버금가는 수준이다. 전작인 갤럭시 A40에는 기기 뒷면에 지문 인식기가 탑재돼있었다면, 본 제품에는 디스플레이 하단에 광학식 지문 인식기가 탑재돼 있다.
새로운 L자형 후면 카메라 시스템(신형 삼성폰의 모양과 유사한)에는 48MP 기본 카메라, 8MP 광각 카메라, 5MP 심도 카메라로 이루어진 3개의 카메라가 탑재되어 있다. U자형 스크린 컷아웃에는 25MP 전면 카메라가 탑재돼 있다. 전면 카메라와 후면 카메라 모두 1080p 해상도 30fps 동영상 녹화를 지원한다.
최대 15W에서 고속 충전을 지원하는 3500mAh 배터리가 내장돼 있다.
지역에 따라 프리즘 크러시 블랙, 프리즘 크러시 실버, 프리즘 크러시 블루, 프리즘 크러시 레드 등 다양한 새로운 색깔을 선택할 수 있다.

### 소프트웨어
갤럭시 A41은 기본적으로 삼성 One UI 2.1과 안드로이드 10이 기본적으로 탑재 돼있다. 지역에 따라서 삼성 페이를 비롯한 다양한 결제 시스템을 통한 비접촉식 NFC 무선 통신 결제를 지원된다.
소프트웨어는 2020년 출시된 다른 삼성 스마트폰과 비교하기에 손색이 없으며, 엣지 스크린과 엣지 라이팅 등 삼성 스마트폰에서 지원하는 기능들이 탑재되어있다.
2020년 출시된 다른 삼성 스마트폰들과 마찬가지로, 마이크로소프트-삼성 파트너십으로 Link to Windows 옵션이 기본으로 제공되며, 안드로이드 알림 패널에서 액세스할 수 있다.
삼성의 소프트웨어 업데이트 일정을 감안할 때, 이 휴대 전화는 두 번의 정기 업데이트가 지원된다.